# Accord (New York)
Pour les articles homonymes, voir Accord.
Accord (en anglais [ˈækɔːrd]) est un hameau et une census-designated place située dans le comté d’Ulster, dans l’État de New York, aux États-Unis. Sa population s’élevait à 562 habitants lors du recensement de 2010.

## Source
- (en) Cet article est partiellement ou en totalité issu de l’article de Wikipédia en anglais intitulé « Accord, New York » (voir la liste des auteurs).